# Akim Ramoul
Akim Ramoul (* 25. Januar 1986 in Geleen) ist ein niederländischer Eishockeyspieler, der seit 2016 bei den Bulldogs de Liège in der belgisch-niederländischen BeNe League unter Vertrag steht.

## Karriere

### Clubs
Akim Ramoul begann seine Karriere bei den Eaters Geleen aus seiner Geburtsstadt, für die er bereits als 16-Jähriger in der niederländischen Ehrendivision spielte. Zum Jahreswechsel 2002/03 wechselte er zum Kölner EC in die Deutsche Nachwuchsliga, in der er eineinhalb Spielzeiten aktiv war. Anschließend wagte er den Sprung über den Großen Teich und schloss sich den Texarkana Bandits aus der North American Hockey League an. Bereits 2005 kehrte er nach Deutschland zurück und spielte ein Jahr für die Revierlöwen Oberhausen in der drittklassigen Oberliga. 2006 kehrte er in seine Heimatstadt Geleen zu den Eaters in die Ehrendivision zurück. Nachdem er 2008/09 für die Nijmegen Devils, mit denen er den niederländischen Pokalwettbewerb gewinnen konnte, und 2009 bis 2011 für die Eindhoven Kemphanen gespielt hatte, zog es ihn erneut zu seinem Stammverein. Mit den Eaters konnte er 2012 seinen ersten niederländischen Meistertitel gewinnen. Ab 2015 spielte er mit dem Team aus der Provinz Limburg in der neugeschaffenen BeNe League, einer Fusion der beiden Ehrendivisionen aus den Niederlanden und Belgien. 2016 wechselte er zum belgischen Ligakonkurrenten Bulldogs de Liège und wurde 2017 bester Vorbereiter der Liga.

### International
Im Juniorenbereich spielte Ramoul für den niederländischen Nachwuchs bei den U18-Weltmeisterschaften 2003 und 2004 sowie bei den U20-Weltmeisterschaften 2004, 2005 und 2006 jeweils in der Division II.
Mit der niederländischen Herren-Auswahl nahm er den Weltmeisterschaften der Division I 2007 und 2009 jeweils in der Division I teil.

## Erfolge und Auszeichnungen
- 2009 Niederländischer Pokalsieger mit den Nijmegen Devils
- 2012 Niederländischer Meister mit den Eaters Geleen
- 2017 Bester Vorbereiter der BeNe League

## Statistik
Stand: Ende der Spielzeit 2017/18